# نقابة النقل في إيل دو فرانس
نقابة النقل في إيل دو فرانس  (بالفرنسية: Syndicat des transports d'Île-de-France واختصارا STIF) هي شركة فرنسية عمومية ذات طابع إداري مقرها العاصمة باريس, تأسست في 14 ديسمبر 2000 ويرجع سلفها الأول إلى سنة 1938, وهي الهيئة المنظمة للنقل في منطقة إيل دو فرانس. أعضاء STIF هم المجلس الجهوي لإيل دو فرانس والمجالس العامة الثمانية لأقاليم إيل دو فرانس: إيسون، هوت دو سين، باريس، سين سان دوني، سين ومارن، فال دو مارن، فال دواز والإيفلين.

في إطار سياسة اللامركزية، إنسحبت الدولة الفرنسية من مجلس الإدارة في 1 يوليو 2005، ومنذ ذلك الوقت ترأس الهيئة رئيس مجلس إيل دو فرانس الجهوي. 

تم إسداد مهام جديدة للنقابة. مع 3.7 مليار يورو تم تحويلهم للهيئة سنة 2005 لتشغيل مختلف شبكات النقل في المنطقة، أصبحت الSTIF أهم ممول للنقل في إيل دو فرانس.

## ==== الشعارات

الشعار الحالي

الشعار المكتوب لنقابة النقل في إيل دو فرانس: «اليوم وغدا، الSTIF تحسن تنقلاتكم في إيل دو فرانس»

## مهام وتنظيم النقابة

#### == الرؤساء
يوجد أسفله قائمة رؤساء نقابة النقل في باريس (1959-2000) ثم رؤساء نقابة النقل في إيل دو فرانس (2000-الآن):
| الرئيس          | بداية العهدة | نهاية العهدة | المنصب                                                             |
| --------------- | ------------ | ------------ | ------------------------------------------------------------------ |
| أندريه دومون    | 1959         | 1965         |                                                                    |
| موريس فانسون    | 1965         | 1968         |                                                                    |
| بول دولوفرييه   | 1968         | 1969         | المندوب العام لمنطقة باريس.                                        |
| موريس دوبليه    | 1969         | 1975         | محافظ إيل دو فرانس. محافظ باريس.                                   |
| لوسيان لانييه   | 1975         | 1981         | محافظ إيل دو فرانس. محافظ باريس.                                   |
| لوسيان فوشال    | 1981         | 1984         | محافظ إيل دو فرانس. محافظ باريس.                                   |
| أوليفييه فيليب  | 1984         | 1991         | محافظ إيل دو فرانس. محافظ باريس.                                   |
| كريستيان سوتيه  | 1991         | 1993         | محافظ إيل دو فرانس. محافظ باريس.                                   |
| جون كلود أروسو  | 1993         | 1994         | محافظ إيل دو فرانس. محافظ باريس.                                   |
| جوال تورافال    | 1994         | 1998         | محافظ إيل دو فرانس. محافظ باريس.                                   |
| جان بيار دوبور  | 1998         | 2000         | محافظ إيل دو فرانس. محافظ باريس.                                   |
| برترون لاندرييه | 2000         | 2006         | محافظ إيل دو فرانس. محافظ باريس.                                   |
| جون بول إوشون   | 2006         | الآن         | رئيس مجلس إيل دو فرانس الجهوي. مستشار كونفلون سانت هونورين البلدي. |

## مقالات ذات صلة
- الهيئة الذاتية للنقل في باريس
- النقل العام
- النقل العام في إيل دو فرانس
- النقل في إيل دو فرانس
- إيل دو فرانس (باريس  ·  باريس الكبرى)

## روابط خارجية
- الموقع الرسمي.